# (3953) Perth
(3953) Perth est un astéroïde de la ceinture principale.

## Description
(3953) Perth est un astéroïde de la ceinture principale. Il fut découvert le 6 novembre 1986 à la station Anderson Mesa par Edward L. G. Bowell. Il présente une orbite caractérisée par un demi-grand axe de 2,26 UA, une excentricité de 0,19 et une inclinaison de 5,0° par rapport à l'écliptique.

## Compléments